# Христо Христов (физик)
Вижте пояснителната страница за други личности с името Христо Христов.
Христо Янков Христов е български физик, академик, работил в областта на теоретичната физика, ректор на Софийския университет в периода 1972 – 1973 г.
Роден е на 12 юни 1915 г. във Варна. Следва физика и математика в Софийския университет, който завършва през 1938 г. След това специализира теоретична физика в Сорбоната (1938 – 1939) и в Московския държавен университет (1956 – 1957).
От 1942 г. е асистент във Физико-математическия факултет (ФМФ) на Софийския университет. От 1947 г. е доцент, а през 1951 г. е избран за професор.
Ръководител на Катедрата по атомна физика във ФМФ в периода 1958 – 1965 г. Декан на същия факултет (1958 – 1960), заместник-ректор (1960 – 1962) и ректор на Университета (1972 – 1973).
Член-кореспондент на БАН от 1952 г., а през 1961 г. е избран за академик. Директор на Физическия институт към БАН и заместник-директор на Обединения институт за ядрени изследвания в Дубна, СССР (1968 – 1970).
Основоположник и първи директор на ИЯИЯЕ (1972 – 1988) и ръководител на секция по теория на ядрото и елементарните частици (1973 – 1988).
Председател на Дружеството на физиците в България (1971 – 1986).
Умира на 20 март 1990 г.

## Памет
На Христо Христов е наречена улица в квартал „Витоша“ в София (Карта).